# Gaj Julije Civilis
Gaj Julije Civilis (Gaius Julius Civilis, 25? - iza 70.) bio je poglavica germanskog plemena Batavaca, poznat kao vođa Batavske pobune protiv Rimskog Carstva. Njegovo ime upućuje da je, kao i brojni poglavice unutar teritorija Carstva ili na njegovim granicama, bio romaniziran i/li imao rimsko državljanstvo. Antički izvori navode kako je prije samog izbijanja pobune dva puta bio optužen od rimskih vlasti za planiranje ustanka, ali da se oba puta uspio osloboditi optužbi. Pobunu je podigao u Godini četiri cara 68/69. nastojeći iskoristiti metež nastao građanskim ratom među samim Rimljanima, te je na svoju stranu osim drugih germanskih plemena stavio i Gale. Nesloga među ustaničkim vođama je, pak, omogućila rimskom caru Vespazijanu da protiv pobunjenika pošalje vojsku na čelu s Kvintom Petilijem Cerijalisom koji je 70. porazio Civilisa kod Auguste Trevorum (današnji Trier). Civilis se nakon toga povukao prema ušću Rajne, gdje se pristao ponovno pokoriti rimskoj vlasti. Što se poslije dogodilo s njim, nije poznato.

## Vanjske poveznice
- Jona Lendering, "The Batavian Revolt"  Arhivirana inačica izvorne stranice od 4. svibnja 2016. (Wayback Machine)